# Гуасаян (департамент)
Департамент Гуасаян  (исп. Departamento de Guasayan) — департамент в Аргентине в составе провинции Сантьяго-дель-Эстеро.
Территория — 2588 км². Население — 7602 человек. Плотность населения — 2,90 чел./км².
Административный центр — Сан-Педро-де-Гуасаян.

## География
Департамент расположен на западе провинции Сантьяго-дель-Эстеро.
Департамент граничит:
- на севере — с департаментом Рио-Ондо
- на востоке — с департаментом Сантьяго-дель-Эстеро
- на юге — с департаментом Чоя
- на западе — с провинциями Тукуман, Катамарка

## Административное деление
Департамент включает 2 муниципалитета:
- Сан-Педро-де-Гуасаян
- Лавалье

## Важнейшие населенные пункты[3]
| № | Населённый пункт     | Населённый пункт (исп.) | Категория | Население чел. (2010) | На карте                        |
| - | -------------------- | ----------------------- | --------- | --------------------- | ------------------------------- |
| 1 | Сан-Педро-де-Гуасаян | San Pedro de Guasayán   | город     | 1997                  | 27°57′19″ ю. ш. 65°09′55″ з. д. |
| 2 | Лавалье              | Lavalle                 | город     | 1554                  | 28°11′42″ ю. ш. 65°06′27″ з. д. |
| 3 | Вилья-Гуасаян        | Villa Guasayán          | поселок   | н/д                   | 27°53′06″ ю. ш. 64°50′57″ з. д. |